# Mattenbachfall
Der Mattenbachfall (auch Mattenbachfälle) im Lauterbrunnental im Kanton Bern (Schweiz) bildet eine Kaskade von mehrern Wasserfällen mit einer Gesamthöhe von 840 Metern. Bei Messungen im Sommer 2020 durch italienische Canyoningkletterer wurde sogar eine Höhe von 930 Metern ermittelt. Je nachdem handelt es sich somit um die höchste Kaskade Mitteleuropas oder ganz Europas (in Norwegen erreichen der Vinnufossen und der Balåifossen Höhen von 860 resp. 850 Metern), mit Sicherheit aber um die höchste Kaskade der Schweiz.
Der Wasserfall stürzt die Ostseite des Lauterbrunnentals beim Weiler Matte von Stechelberg über die westlichen Flanken der Jungfrau (4158 m) Die Bergsteiger haben vier grosse und mehrere kleine Stufen gezählt.
Der Mattenbach ist ein kleiner, kurzer Bach, der auf ca. 885 m bei Stechelberg von rechts (Osten) in die Weisse Lütschine mündet. Er ist nur rund 2700 Meter lang, fällt dabei aber rund 2450 Meter ab. Das Wasser im 1,49 Quadratkilometer kleinen Einzugsgebiet stammt insbesondere vom Silberhorngletscher. Das kleine Eisfeld des Unteren Silberhorngletscher hat seinen unteren Rand auf rund 2900 m. Eine Felsstufe höher beginnt der rund 850 Meter lange Silberhorngletscher, der sich bis zur Mulde zwischen Silberhorn (3690 m), Goldenhorn (3640 m) und dem dahinterliegenden P. 3704 hochzieht – alles Vorgipfel der Jungfrau. Im Norden wird der Mattenbach vom Schwarzmönch (2648 m) begleitet.
Die Wassermenge ist stark abhängig von Schneeschmelze und Niederschlägen. In trockenen Spätsommern kann der Bach trockenfallen. Im obersten Bereich des Falls nimmt der Bach von rechts noch einen Seitenbach auf.
Wie im ganzen Lauterbrunnental liegen auch in unmittelbarer Nähe zum Mattenbach weitere eindrückliche Wasserfälle. Etwas südlich fällt der Staldenbach über die Felsstufen, gleich nördlich der Wydeweibach. Auf der anderen Talseite liegt der Sefinenfall. Rund drei Kilometer nördlich, auf der Nordseite des Schwarzmönchs, befinden sich die bekannten Trümmelbachfälle mit rund zehn unterirdischen Fallstufen über 140 Meter.